# D619 (Seine-et-Marne)
De D619 is een departementale weg in het Franse departement Seine-et-Marne, ten zuidoosten van Parijs. De weg loopt van Moissy-Cramayel via Guignes en Provins naar de grens met Aube. In Aube loopt de weg verder naar Troyes en Belfort.

## Geschiedenis
Oorspronkelijk was de D619 onderdeel van twee nationale wegen: de N447 tussen Moissy-Cramayel en Guignes en de N19 tussen Guignes en Aube. In 2000 werd dit deel van de N447 bij de N19 gevoegd. In 2006 werd de weg overgedragen aan het departement Seine-et-Marne, omdat de weg geen belang meer had voor het doorgaande verkeer. De weg is toen omgenummerd tot D619.